# 歲刑神

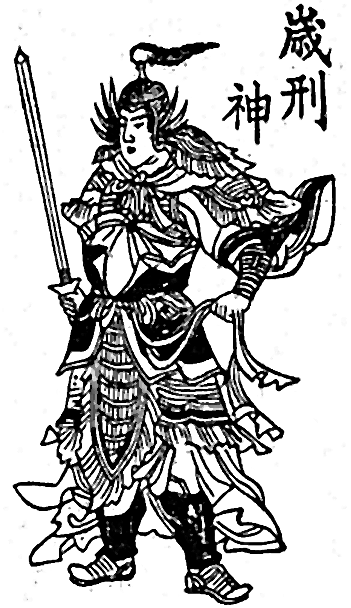
柄澤照覺所繪《安部晴明簠簋内傳圖解》的歲刑神

歲刑神（日语：さいぎょうしん）為日本陰陽道的神祇，屬於八將神之一，也是九曜之一的「水曜」。

## 概要與解說
歲破神乃水星（又稱辰星）之精，佛教裡的本地佛為堅牢地神，掌管刑罰責殺，故亦屬凶神。此神祇所在之方位若拓展事業、移轉、耕作種植、動土建築等則為凶，但因此神好武力、武器，所以刀具武器之購入製造、官司訴訟等為佳。相對來說，從事官司訴訟者若站得住腳則為吉，否則會遭受報應。
- 本命年十二地支→方位角
  - 子→卯
  - 丑→戌
  - 寅→巳
  - 卯→子
  - 辰→辰
  - 巳→申
  - 午→午
  - 未→丑
  - 申→寅
  - 酉→酉
  - 戌→未
  - 亥→亥

## 信仰
在日本主祀歲刑神的神社主要有下列：
- 大將軍八神社（京都府京都市上京區）

## 內部連結
- 九曜
- 八將神

## 外部連結
- （日語）国立国会図書館：暦の中のことば方位神。